# 그랜드크루주

그랜드크루주

그랜드크루주(영어: Grand Kru County)는 라이베리아 남동부에 위치한 주로 주도는 바크레일빌이며 면적은 3,895km2, 인구는 57,106명(2008년 인구 조사 기준), 인구 밀도는 14.7명/km2이다. 북동쪽으로는 리버지주, 북서쪽으로는 시노에주, 남동쪽으로는 메릴랜드주와 접하며 남쪽으로는 대서양과 접한다. 4개 구를 관할하며 라이베리아에서 인구가 가장 적은 주이기도 하다.